# Samuel Oppong
Samuel Oppong (sinh 12 tháng 5 năm 1998) là một cầu thủ bóng đá Áo gốc Ghana, thi đấu cho FC Blau-Weiß Linz mượn từ SK Rapid Wien.

## Sự nghiệp câu lạc bộ
Anh ra mắt Giải bóng đá hạng nhất quốc gia Áo cho FC Blau-Weiß Linz ngày 11 tháng 8 năm 2017 trong trận đấu với SV Ried.